# Čínská aliance
Čínská aliance (Tchung-meng-chuej) nazývaná také Čínská spojenecká liga nebo Čínská revoluční aliance byla tajná politická skupina založená politiky Sunjatsenem a Sung Ťiao-ženem v dobách zrodu odboje proti dynastii Čching v jižní Číně. Samotná skupina se zformovala 20. srpna 1905 poté, co se v japonském Tokiu sešli vůdci všech čínských odbojových organizací. Právě vznikem aliance byli všichni jejich stoupenci spojeni a povstalci mohli udeřit. Události spojené se vznikem Čínské aliance pak vedly přímo k první revoluci a následně pádu dynastie Čching. Své operace započal Tongmenghui v roce 1906 v malajském Singapuru.

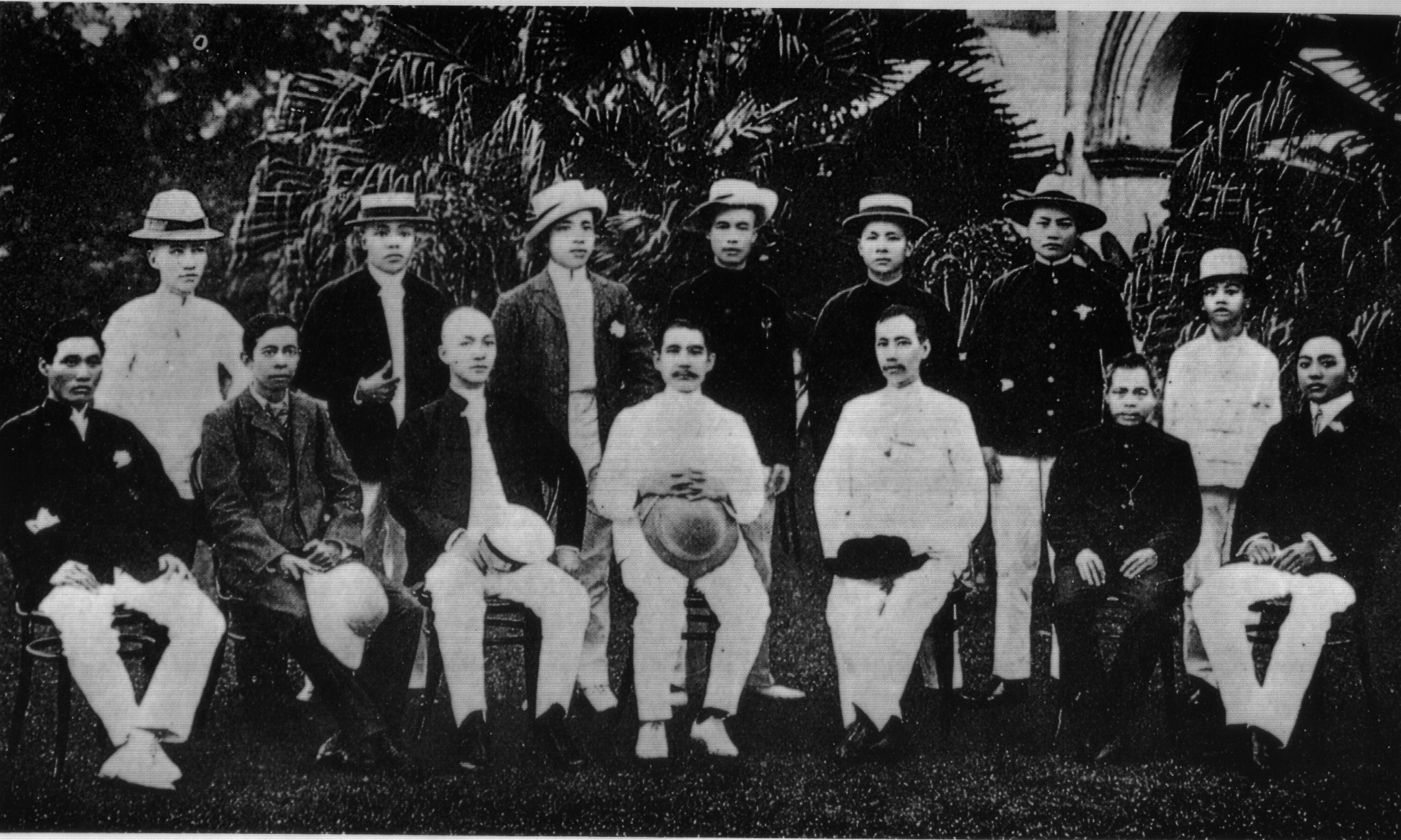
Setkání členů Singapurské větve aliance

Do roku 1911 sídlila aliance v Tokiu, po obsazení Šanghaje se sídlo přesunulo do Číny, nejdříve do Šanghaje a poté do Nankingu, v roce 1912, když se Aliance stala řadovou politickou stranou, přesídlila do Pekingu. Na vrcholu svého politického vlivu poté stranu podporovalo přes 550 tisíc Číňanů a v některých částech Číny pak byl vliv aliance téměř stoprocentní. Aliance se v srpnu roku 1912 pak začala reformovat do jádra později vzniknuvšího Koumintangu a několika dalších stran, kterými byla nahrazena.